# Los animales del bosque
Los animales del bosque (The Animals of Farthing Wood) es una serie de animación televisiva dramática basada en la serie literaria homónima de Colin Dann. Fue coproducida entre varios países de la UER.
El 3 de octubre de 2016 Network Distributing publicó las temporadas de la serie en DVD siendo la primera vez que salen a la venta en Inglaterra como el set completo de la producción.
En España la serie fue emitida por TVE. También se sabe que llegó a emitirse en algunos países de Hispanoamérica con el doblaje de España.

## Argumento
La trama se centra en los animales del bosque de Farthing Wood, los cuales se ven forzados a buscar un nuevo hogar tras el avance destructivo de los seres humanos que pretenden edificar en la zona. Liderados por Fox y guiados por Toad, estos emprenden un viaje hacia la reserva natural de White Deer Park.

### Trasfondo y episodios
A diferencia de otras producciones infantiles, esta destaca por su contenido dramático en el que varios personajes irán falleciendo a lo largo de la serie. La primera temporada se centra en la migración hacia White Deer Park, la segunda: una vez asentados en dicha reserva, los animales deben hacer frente a los zorros azules y en la tercera a una invasión de ratas.
Los episodios se realizaron tanto en Inglaterra (Telemagination) como en Francia (La Fabrique), razón por la cual en las escenas de las carreteras el sentido de la circulación de los vehículos difieren.
| Temporada | Episodios | Emisión                                            |
| --------- | --------- | -------------------------------------------------- |
| 1         | 13        | 6 de enero de 1993 - 31 de marzo de 1993           |
| 2         | 13        | 7 de enero de 1994 - 30 de marzo de 1994           |
| 3         | 13        | 28 de septiembre de 1995 - 21 de diciembre de 1995 |

Los siguientes episodios están inspirados en los siguientes libros:
- "Farewell to the Wood" (basado en The Wood in Danger
- "A New Friend" (basado en Friend in Need)
- "Heroes" (basado en Whistler's Quarry)
- "The Adventure Begins" (basado en The Journey Begins)
- "Fire" (basado en Through the Fire and Water)
- "The Silent Field" (basado en A Deathly Calm)
- "The Storm Shelter" (basado en Pandemonium)
- "Journey's End" (basado en So Near and Yet So Far)
- "A New Home" (basado en A Hero's Welcome, Winter y Survival)
- "Badger in Danger" (basado en Winter y Survival)
- "Unwelcome Visitors" (basado en New Enemies)
- "Spring Awakening" (basado en Home is Where the Heart Is)
- "Bold" (basado en The Feud Begins)
- "Trouble in the Park" (basado en Like Father, Like Son, Narrow Escapes y Shadows)
- "Showdown" (basado en Blood is Thicker Than Water)
- "Peace" (basado en Reconciliation)
- "Strangers in the Park" (basado en Comings and Goings)
- "The Weasels' Adventure" (basado en The Missing Fox's Friend, Tiffs and Tempers y The Long Tailed Visitor)
- "To the Rescue" (basado en The Missing Fox's Friend, Adventure for the Birds y Scared by Silly Snakes)
- "The Rat Spy" (basado en The Long Tailed Visitor y The Mole Game)
- "What is Buzz Book 21 Called?" (basado en The Worst Kind of Hurricane, Homeward Bound y Bully, Bully, Bully)

## Reparto
| Actores de voz     | Personaje(s)                                                                                    |
| ------------------ | ----------------------------------------------------------------------------------------------- |
| Jeremy Barrett     | Mr. Rabbit Mole Bold Friendly Hollow Mossy Measley Mr. Shrew Otros                              |
| Rupert Farley      | Fox Mr. Hare Mr. Pheasant Plucky Trey Otros                                                     |
| Jon Glover         | Scarface Ranger Guarda forestal Otros                                                           |
| Sally Grace        | Owl Weasel Charmer Otros                                                                        |
| Stacy Jefferson    | Vixen Adder Kestrel Mrs. Hare Mrs. Rabbit Shadow Otros                                          |
| Pamela Keevil Kral | Dash Cleo Fido Speedy Whisper Mrs. Squirrel Mrs. Hedgehog Otros                                 |
| Ron Moody          | Badger Toad Whistler Bully Spike Rollo Mr. Hedgehog Mr. Vole Mr. Mouse Gran Ciervo Blanco Otros |

## Merchandising

### Literatura
Aparte de libros y vídeos, también se publicaron CDs de música y a mediados de los años 90 se publicaron revistas infantiles bajo el nombre de Farthing Wood Friends. También se distribuyeron audiolibros en casetes narrados por el reparto artístico.  
También se creó una línea de productos licenciados por cada temporada:
- The Animals of Farthing Wood (primera temporada)
- The Further Adventures of The Animals of Farthing Wood (segunda temporada)
- The Animals of Farthing Wood – Spirit of Survival (tercera temporada)

Estas obras aparecen representadas a modo de historieta.
Para la revista Farthing Wood Friends se reeditó la historia de la serie suavizando el contenido de la misma con ilustraciones. Durante la segunda y tercera etapa del magazine se añadieron historias originales de Colin Dann tituladas Tales From Farthing Woods. La editorial Ted Smart Publishing publicó otra adaptación literaria con ilustraciones de Stuart Trotter.
Otras editoriales que publicaron cuentos resumidos fueron: Buzz Books y Reed Children's. Esta gama de productos empezó con cinco tomos que abarcaron las dos primeras temporadas. Los libros fueron ilustrados por William Heinemann.

### Maquetas
La compañía juguetera Hornby Railways, especializada en maquetas ferroviarias, produjo una serie de figuritas coleccionables de la serie, los cuales fueron puestos a la venta por lotes. Este producto fue distribuido en tres series:
- 1.ª serie: Fox, Badger, Mole, Weasel, Toad y Owl
- 2.ª serie: White Stag, Scarface, Kestrel, Adder, Whistler y Rabbit
- 3.ª serie: Bully, Vixen, Plucky, Fido, Cleo, Rollo, Measly, Speedy, Hollow, Hurkel, Dash y Sinuous

De estos se fabricaron figuras de coleccionista de: Badger, Fox y Mole.
Aparte de los personajes, la fábrica elaboró escenarios en miniatura.

### DVD
A pesar de la popularidad de la serie, la edición DVD no salió a la venta hasta 2009. Anteriormente la serie se distribuía en formato VHS, sin embargo era complicado encontrar las cintas. No obstante, 
En febrero de 2009 se podían adquirir los DVD en Francia. Cinco meses después se distribuiría la primera temporada en Alemania así como la segunda y tercera temporada en mayo de 2011 y febrero de 2012 respectivamente.
El 3 de octubre de 2016 salió a la venta el pack completo.